# Hardcore motherfuckers
Hardcore motherfuckers è un album compilation hardcore pubblicato nel 2002, curato e mixato da Nico & Tetta.
Esso contiene 21 tracce realizzate da artisti noti a livello internazionale come Paul Elstak, Tommyknocker, Art of Fighters e Menace II Society.

## Tracce
1. Masters of Ceremony - Soul Seller
2. Tommyknocker vs Dj Mad Dog - Snap Off
3. Brain Ovulation - Only Kick (runnin' Mix)
4. Gabbaextended - Uglyhead
5. Menace II Society - Into the Dark Skies
6. Dj Sim - Simbioses
7. Public Domain - Mellowmaniac
8. Dj Rob Vs Da Future - Let's Go
9. Bass-d & King Matthew Vs. Re-style - Land of Hardcore
10. Marshall Masters Feat. Nasty Django Live @ Clubx - Hustler for Life
11. Wapper & The Ladykiller - Edge of Darkness
12. Dj Paul & Distortion - Dirty Words & Bonus Blowjob
13. Partyraiser & Destroyer - Kick Da Ballistic
14. Ki-real - The Warning
15. Art of Fighters - Earthquake
16. Nico e Tetta - Braveheart
17. Dj Paul & Distortion - What's Wrong with Your Brain?
18. Tommyknocker - The World Is Mine
19. Art of Fighters vs Nico e Tetta - Pump Motherfuckers
20. Hardcore Brothers - Smoke Motherfuckers
21. Bodylotion - Het Bananenlied